# Polycentropus mounthageni
Polycentropus mounthageni är en nattsländeart som beskrevs av Kumanski 1979. Polycentropus mounthageni ingår i släktet Polycentropus och familjen fångstnätnattsländor. Inga underarter finns listade i Catalogue of Life.